# Haggenegg
Die Haggenegg ist ein 1414 m ü. M. hoher Pass, der Alpthal und Schwyz im gleichnamigen Kanton verbindet.

## Lage
Nördlich von der Haggenegg erheben sich Nätschboden und das Hochstuckli, südlich die Haggenspitz und die Mythen. Auf der Passhöhe befinden sich eine 2010 wiedereröffnete einfache Kapelle sowie das Berggasthaus Haggenegg mit 50 Gästebetten. Bereits 1483 war hier eine Herberge genannt.
Man hat von dort aus einen guten Blick auf den westlichen Vierwaldstättersee. Der Pass ist von Schwyz her durch eine befestigte Strasse erschlossen, die unbefestigt nach Alpthal weiterführt.

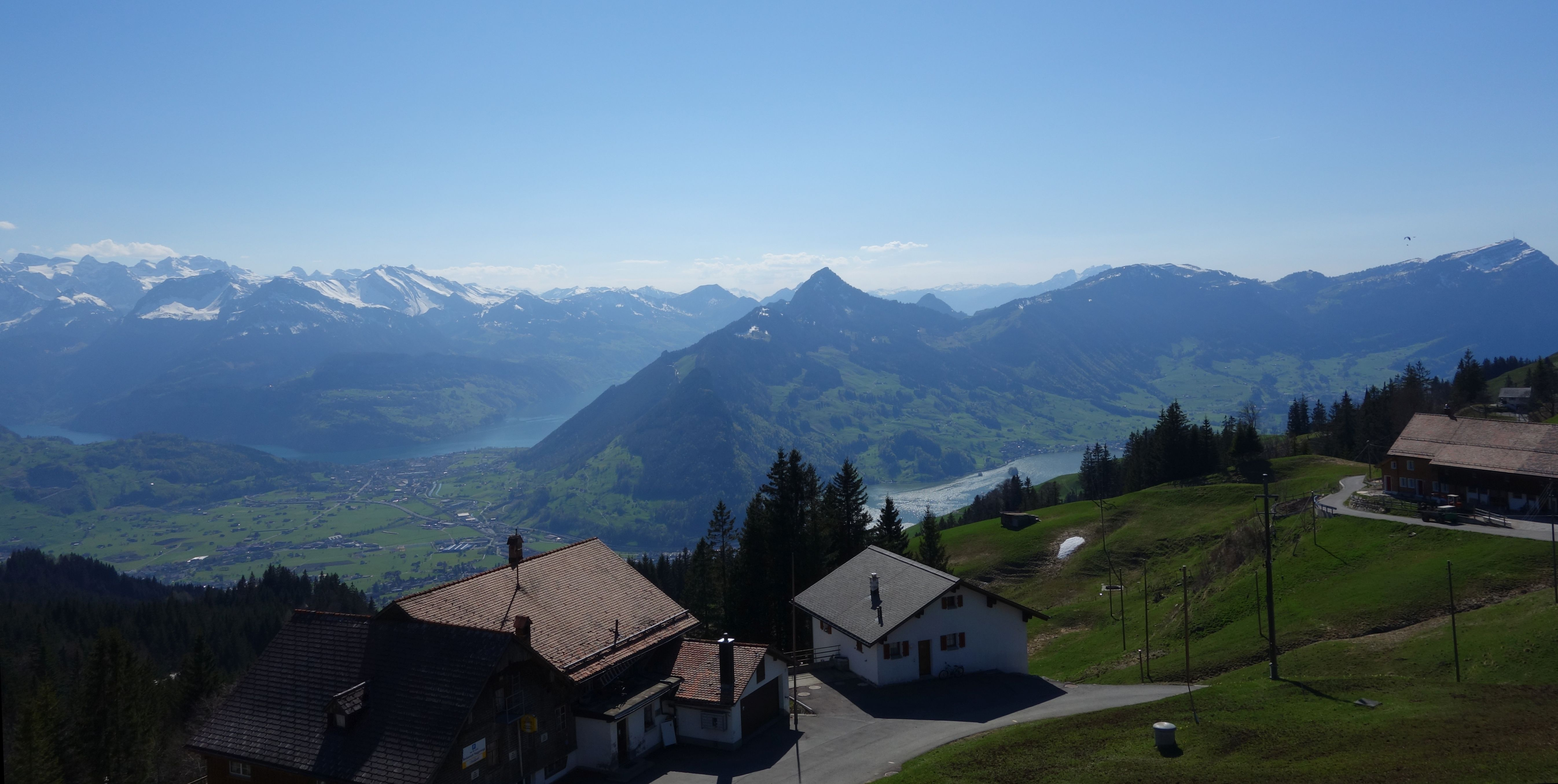
Der Blick von knapp oberhalb des Haggenegg über Vierwaldstättersee (links) Rigi, Lauerzersee

## Bedeutung
Der Übergang spielte eine bedeutende Rolle im Marchenstreit zwischen dem Abt von Einsiedeln und den Landleuten von Schwyz. Der Voralpenpass war der höchste Punkt des Jakobsweges auf Schweizer Boden, auf dem Weg vom Pilgerort und Kloster Einsiedeln zum Vierwaldstättersee bzw. nach Flüeli-Ranft. Auch heute noch zählt der Wanderweg zu den beliebten einfachen Wanderrouten auf den Spuren der Jakobspilger.